# Seznam italijanskih diplomatov
Seznam italijanskih diplomatov.

## A
- Dino Alfieri
- Filippo Anfuso

## B
- Sergio Balanzino
- Alfredo Bastianelli
- Giuseppe Bastianini
- Sergio Berlinguer
- Claudio Bisogniero
- Manlio Brosio

## C
- Eugenio Carbone (pogajalec o Osimskih sporazumih)
- Mario Carli
- Giovanni della Casa
- Baldassare Castiglione
- Luigi Palma di Cesnola
- Galeazzo Ciano
- Guido Colonna di Paliano
- Gasparo Contarini

## D
- Marta Dassù
- Gianni De Michelis
- Carlo Dossi

## F
- (Luigi Faidutti)
- Rossella Franchini Sherifis

## G
- Carlo Galli
- Gastone Gambara
- Dino Grandi
- Filippo Grandi
- Raffaele Guariglia
- Giovanni Battista Guarini

## I
- Ludovico Incisa di Camerana

## L
- Vincenzo Lunardi

## M
- Curzio Malaparte
- Terenzio Mamiani della Rovere
- Alfredo Mantica
- Aldo Mantovani
- Serafino Mazzolini
- Alessandro Minuto-Rizzo
- Staffan de Mistura

## N
- Ferdinando Nelli Feroci
- Costantino Nigra

## P
- Fausto Pocar

## R
- Genova Giovanni Thaon di Revel
- Francesco Rocca ?
- Renato Ruggiero

## S
- Luigi Salvini
- Nicola Squitti

## T
- Attilio Tamaro
- Fulvio Testi
- Gian Giorgio Trissino

## V
- Daniele Varè
- Vittorino Veronese

## Z
- Lamberto Zannier